# گرام رابیت
گرام رابیت (انگلیسی: Gram Rabbit) یک گروه موسیقی مستقل راک است که در کالیفرنیا مستقر است. این گروه متشکل از جسیکا فون رابیت، تاد رادرفورد، جیسون گیلبرت و اتان آلن است.
سبک موسیقی آنها به عنوان تلفیقی از راک و الکتروپاپ توصیف شده است.